# Matilde Camus
Aurora Matilde Gómez Camus, Matilde Camus (ur. 26 września 1919 w Santanderze, Kantabria, zm. 28 kwietnia 2012 tamże) – hiszpańska poetka.

## Współpraca prasowa
- Gente menuda, dodatek do Blanco y negro, Madryt
- Hoy, Badajoz (Estremadura)
- Dictamen, Veracruz (Meksyk)
- La montaña, Meksyk
- Galia-Hispania, Périgueux (Francja)
- Orizzonti di gloria, Neapol (Włochy)
- Idealidad, Alicante (Walencja)
- Alcántara, Cáceres (Estremadura)
- Peñalabra, Santander (Kantabria)
- Altamira, del C.E.M. Santander (Kantabria)
- El Diario Montañés, Santander (Kantabria)
- Hoja del Lunes, Santander (Kantabria)
- Diario Alerta, Santander (Kantabria)
- La gaceta del norte, Santander (Kantabria)
- Poesía hispánica, Madryt
- Revista de aeronáutica y astronáutica, Madryt
- San Martín, Santander (Kantabria)
- Luz de Liébana, Potes (Kantabria)
- La ilustración de Castro, Castro Urdiales (Kantabria)
- SAM Revista Agrícola Ganadera, Renedo (Kantabria)
- Boletín informativo, Lugar de Monte (Santander)
- Tres mares, Santander (Kantabria)
- Revista Cantabria, Diputación Regional de Cantabria
- Revista Libredón, Centro Gallego de Santander Difusión Internacional
- El vilero, Semanario Informativo de la Marina Baja, Villajoyosa (Alicante)
- Revista de moros y cristianos, Villajoyosa (Alicante)
- Zenit, czasopismo organizacji Asociación de Profesorado Estatal (ANPE)
- Revista Cocamsa, Cooperativa del Campo San Román de la Llanilla (Kantabria)
- La noticia, Santander (Kantabria)

## Kroniki
- Vicenta García Miranda, una poetisa extremeña
- XL Aniversario del Centro de Estudios Montañeses (1976)
- Santander y el Nuevo Mundo (1979)
- Acciones de Guerra en Santander del séptimo ejército (1811-1813) (1979)
- Historia del Lugar de Monte (1985)
- Historia de San Román de la Llanilla (1986)
- Orizzonti di Gloria (1988)
- Efemérides del Lugar de Monte I (1989)
- Monasterio de San Pedro de Rocas y otras ermitas (1990)
- Historia del Lugar de Cueto I (1990)
- Efemérides del Lugar de Peñacastillo (1992)
- Historia del Lugar de Cueto II (1992)
- Prolegómenos del Cementerio Protestante de Santander y su evolución histórica (1993)
- Efemérides del Lugar de Monte II (1995)
- Mayorazgo de la Casa Mantilla de Fontibre (Reinosa) (1999)
- Historia de la Iglesia Evangélica (2006)

## Poezja
- Voces (1969)
- Vuelo de estrellas (1969)
- Manantial de amor (1972)
- Bestiario poético (1973)
- Templo del Alba (1974)
- Siempre amor (1976)
- Cancionero de Liébana (1977)
- Corcel en el tiempo (1979)
- Perfiles (1980)
- He seguido tus huellas (1981)
- Testigo de tu marcha (1981)
- Testimonio (1982)
- La preocupación de Miguel Ángel (1982)
- Tierra de palabras (1983)
- Coral montesino (1983)
- Raíz del recuerdo (1984)
- Cristales como enigmas (1985)
- Sin teclado de fiebre (1986)
- Santander en mi sentir (1989)
- Sin alcanzar la luz (1989)
- El color de mi cristal (1990)
- Tierra de mi Cantabria (1991)
- Amor dorado (1993)
- Ronda de azules (1994)
- Vuelo de la mente (1995)
- Reflexiones a medianoche (1996)
- Mundo interior (1997)
- Fuerza creativa (1998)
- Clamor del pensamiento (1999)
- Cancionero multicolor (1999)
- La estrellita Giroldina (1999)
- Prisma de emociones (2000)
- Vivir, soñar, sentir (2005)
- Cancionero de Liébana (2006)
- Motivos alicantinos